# Wiera Figner

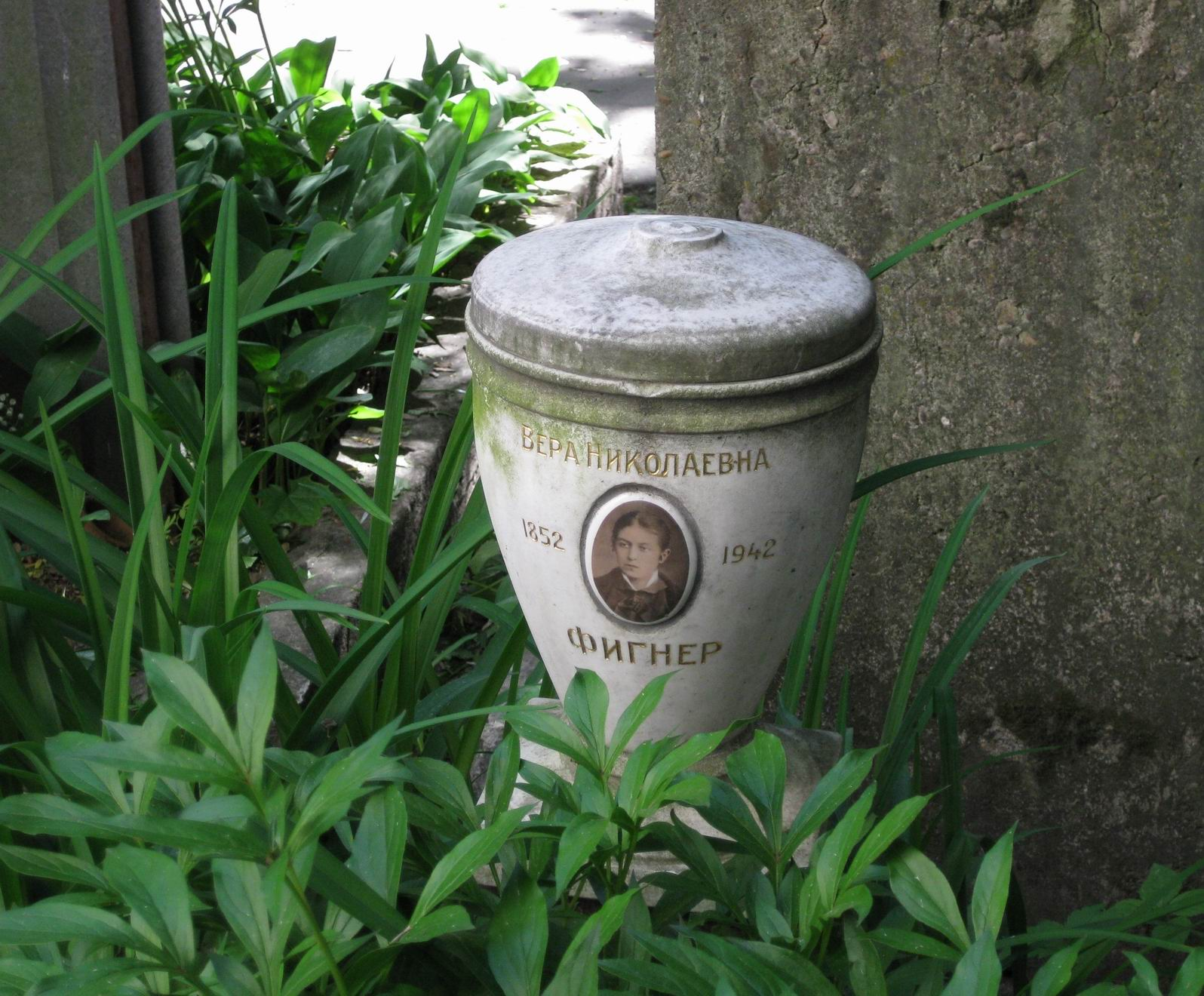
Grób na Cmentarzu Nowodziewiczym

Wiera Nikołajewna Figner (w latach 1870–1876: Wiera Nikołajewna Filippowa) (ros. Вера Николаевна Фигнер (Филиппова), ur. 25 czerwca?/7 lipca 1852 w Kazaniu, zm. 15 czerwca 1942 w Moskwie) – rosyjska działaczka ruchu narodnickiego, autorka wspomnień.

## Życiorys
Ukończyła Rodionowski Instytut dla Kobiet w Kazaniu. Jej ojciec sprzeciwiał się wyjazdowi córki za granicę. Rozwiązaniem okazało się małżeństwo z Alieksiejem Wiktorowiczem Filippowem w 1870 roku. W latach 1872–1875 studiowała w Zurychu. Od 1873 była aktywna w nielegalnych organizacjach rosyjskich radykałów, a po powrocie do kraju wstąpiła do organizacji Ziemia i Wolność. Z powodu różnic w poglądach politycznych w roku 1876 jej małżeństwo skończyło się rozwodem.
W latach 1877–1879 pracowała jako pielęgniarka w Samarze i Saratowie, prowadząc równocześnie działalność propagandową wśród mieszkańców okolicznych wsi. Wzięła udział w zjeździe Ziemi i Wolności w Woroneżu, na którym opowiedziała się za terrorystycznymi metodami działania. Od 1879 zasiadała w Komitecie Wykonawczym Narodnej Woli, nadal prowadziła propagandę antycarską wśród robotników, studentów i inteligencji, przede wszystkim jednak współuczestniczyła w organizacji zamachów na Aleksandra II pod Odessą i w Petersburgu. Po dokonaniu zabójstwa tego ostatniego w marcu 1881 Figner była jedyną uczestniczką przygotowań, która zdołała zbiec policyjnym poszukiwaniom. W związku z tym w 1882 była jedyną osobą z Komitetu Wykonawczego, która nie została stracona lub zesłana na Syberię. Bez powodzenia usiłowała odbudować organizację.
10 lutego 1883, na skutek donosu (za sprawą Siergieja Diegajewa), została aresztowana w Charkowie i skazana na śmierć, zamienioną na dożywotnią katorgę. Przed wydaniem wyroku spędziła 20 miesięcy w twierdzy Pietropawłowskiej, w pojedynczej celi. Kolejne 20 lat przebywała w twierdzy w Szlisselburgu. W 1904 zmieniono jej karę na przymusowe osiedlenie w guberni archangielskiej, następnie w Kazaniu i Niżnym Nowogrodzie. W 1906 pozwolono jej na wyjazd za granicę, gdzie zaangażowała się w kampanię na rzecz więźniów politycznych w Rosji. W latach 1907–1909 była związana z emigracyjnymi kręgami eserowców, jednak opuściła tę partię po skandalu związanym z podwójną rolą Jewno Azefa. Wróciła do Rosji w 1915.
Po rewolucji październikowej Figner została wybrana w demokratycznych wyborach do Konstytuanty z listy eserowców. Po rozpędzeniu parlamentu przez bolszewików w styczniu 1918 nie angażowała się już politycznie. Opublikowała wtedy swoje wspomnienia i szereg artykułów poświęconych narodnictwu.

## Publikacje w języku polskim
- W. Figner, Trwały ślad, t. 1-2, tł. Julia Minc, wstęp Mirosław Wierzchowski, Warszawa: „Książka i Wiedza” 1962.